# ميشال كوشارزي
ميشال كوشارزيك هو لاعب كرة قدم بولندي يلعب كمدافع مع نادي ليجيا وارسو.